# 칼 요한 베르나도테
칼 요한 베르나도테(Carl Johan Bernadotte, 1916년 10월 31일 ~ 2012년 5월 5일)는 스웨덴의 국왕 구스타프 6세 아돌프와 그의 첫 번째 부인인 코넛 공녀 마거릿 사이에서 태어난 넷째 아들이자 다섯째이자 막내이다.
베르나도테는 스웨덴의 왕자로 태어났고 달라르나 공작의 칭호를 받았지만 평민과 결혼하기 위해 이 칭호들을 포기했다. 그는 스웨덴의 칼 16세 구스타프 왕의 친삼촌이었다. 그는 또한 빅토리아 여왕과 그녀의 남편 앨버트 공의 마지막 생존한 증손자였다.